# Lippmann Moses Büschenthal
Lippmann Moses Büschenthal (geboren 1784 in Straßburg; gestorben am 27. Dezember 1818 in Berlin) war ein deutscher Oberrabbiner und Schriftsteller.

## Leben
Um 1807 war er in Paris ansässig, dann ging er nach Elberfeld (1812), Wien (1814), Brünn, dann nach Breslau. Dort wurde er deutscher Prediger an der litauischen Synagoge. Kurz darauf ging er nach Berlin, wo er 1818 als Oberrabbiner starb.
Als Schriftsteller veröffentlichte er unter anderem Gedichte und ein Drama. Daneben arbeitete er für die Zeitschriften Sulamith und Jedidja sowie die Rheinischen Blätter. Eine Sammlung von Erzählungen erschien postum.

## Werke
Auswahl:
- hebräische Übersetzung von Gottfried Jakob Schallers Ode à Bonaparte premier consul, Straßburg
- Der Mensch, in: Sulamith, 1. Jg. 1807, Nr. 2, S. 1–3 (Digitalisat)
- Das Licht, in: Sulamith, 1. Jg. 1807, Nr. 2, S. 81–82 (Digitalisat)
- Eine Vision Siona’s (mit W. Heidenheim), in: Sulamith, 1. Jg. 1807, Nr. 2, S. 164–169 (Digitalisat)
- Der Tod Sauls oder die Hexe zu Endor, Dramatisches Gedicht in fünf Aufzügen, in: Sulamith, 2. Jg.  1809, Nr. 2, S. 262–276 (Digitalisat)
- Allerlei, in: Sulamith, 2. Jg. 1809, Nr. 2, S. 361–363 (Digitalisat)
- Das Schiff, in: Sulamith, 2. Jg. 1809, Nr. 2, S. 363 (Digitalisat)
- Allerlei, in: Sulamith, 2. Jg. 1809, Nr. 2, S. 425–427 (Digitalisat)
- Der Kuß, in: Sulamith, 2. Jg. 1809, Nr. 2, S. 428 (Digitalisat)
- Der Springball, in: Sulamith, 2. Jg. 1809, Nr. 2, S. 428 (Digitalisat)
- Skizze über deutsche Orthographie und Prosodie, Elberfeld 1811.[2]
- Sammlung witziger Einfälle von Juden. Als Beiträge zur Charakteristik der Nation, Büschler, Elberfeld 1812. (Digitalisat)
- Gedichte, Rödelheim 1806 (Digitalisat), 2. Auflage Köln 1813
- hebräische Übersetzung von Friedrich Schillers Gedicht An die Freude, Berlin 1817
- Vorwort zu: Sabattja Joseph Wolff: Streifereien im Gebiete des Ernstes und des Scherzes, Berlin 1818

Postum veröffentlicht wurden:
- Gebilde der Wahrheit und Phantasie, Magdeburg 1819
- Der Siegelring des Salomo. Trauerspiel in fünf Akten. Büro für Literatur und Kunst, Berlin 1820. (Digitalisat)
- Erzählungen. Rubach, Magdeburg 1823.